# 複占
複占（ふくせん、英: duopoly）とは、ある財や商品の供給者が2社しか市場に存在しない状態である。1社のみの場合は独占という。
経済学でのモデルでは、主に供給量を操作変数とするクールノー競争と、価格を操作変数とするベルトラン競争が考えられることが多い。いずれの競争にしても、実現される均衡はプレイヤーが2つの企業、戦略が企業の操作変数で、利得が企業利潤である標準形ゲームのナッシュ均衡である。それはカルテル（両社結託）の状態と比べると、企業は2社の利潤をともに増やす余地を残している（この現象は囚人のジレンマに属する）。同時に完全競争均衡と比べると、一般には消費者を中心に考えた経済全体のパレート効率性で劣る（この現象は市場の失敗に属する）。

## 複占の例
- ソフトドリンク市場におけるコカ・コーラ（ザ コカ・コーラ カンパニー）とペプシコーラ（ペプシコ）
- ジェット機市場におけるエアバスとボーイング
- 映画フィルム市場におけるコダックと富士フイルム
- 通信カラオケ市場におけるDAM（第一興商）とJOYSOUND（エクシング）（コシダカがすきっとを展開していた期間を除く）
- 日本のディスクロージャー・IRに関する情報加工市場における宝印刷とプロネクサス

## 関連語彙
- 独占
- 寡占
- 二大政党制（政治での複占）